# Gunjiganur, Holalkere
Gunjiganur là một làng thuộc tehsil Holalkere, huyện Chitradurga, bang Karnataka, Ấn Độ.